# Даржай, Александр Александрович
Александр Александрович Даржа́й (3 ноября 1944 — 22 апреля 2016) — советский и российский тувинский писатель, поэт, переводчик, журналист, общественный и государственный деятель. Народный писатель Республики Тыва (2007).

## Биография
Родился 3 ноября 1944 года в селе Сут-Холь Сут-Хольского кожууна Тувинской автономной области.  Детство и юность прожил в селе Булун-Терек Чаа-Хольского кожууна. Окончил Чаа-Хольскую среднюю школу в 1962 году и до 1965 года работал в совхозе «Найырал». В 1970 году окончил Кызылский педагогический институт. С 1970 по 1976 был заведующим отделом, редактором в газете «Тываның аныяктары». С 1976 по 1981 годах — редактор Тувинского книжного издательства. В 1981—1989 годы — литературный консультант Союза писателей Тувы. В 1997—2001 годы председатель Союза писателей Тувы. С 1979 года член Союза писателей СССР. Избирался в правительство Союза писателей СНГ, России. С 1992 по 1994 годы — министр печати и информации Республики Тува. Был депутатом Верховного Хурала первого созыва Республики Тыва.
В 1994—1998 годах был депутатом Верховного Хурала Тувинской Республики.
Состоял в Союзе Писателей Тувы.

## Творчество
А. А. Даржай писательскую деятельность начал в 1964 году. Его первая книга — «Төрээн черим» вышла в 1972 году. С тех пор он издал 33 книги с поэзией и прозой на тувинском, на русском и на алтайском языках. А. Даржай перевел на тувинский язык тексты многих авторов: Пушкина, Грибоедова, Лермонтова, Блока, Есенина, Сулеймонова, Барто и других. В его переводческой работе особое значение имеют переводы памятников, посвященных тюркскому воину Кюль-Тегину. Он издал сборники «Антология тувинской литературы», «Тыва чечен чугаа», сборники молодых авторов «Дамырак-1», «Дамырак-2». Некоторые его стихотворения были напечатаны в журналах «Молодая гвардия», «Смена», «Поэзия», в «Истоки», «Литературная учёба», «Студенческий меридиан», «Сибирские огни», «Дальний Восток» (Россия), «Днипро», «Жовтень», «Сізурія» (Украина), «Жалын» (Казахстан), в газетах «Комсомольская правда», «Литературная Россия», «Литература и искусства», (Белоруссия), в антологиях «Россияне», «Песнь о Сибири». А. А. Даржай в 1982 году лауреатом комсомольской премии Ровненской области Украинской ССР. В 1992 году за писательскую деятельность награждён правительством Тувы. В 1994 году награждён медалю «За доблестный труд» Тувинской Республики. В 2004 году за книгу сонетов «Ынакшылдың ширээзи» стал лауреатом премии имени С. А. Сарыг-оола. В 2005 году за вклад в развитие культуры и литературы награждён орденом Дружбы РФ. в 2007 году становится «Народным писателем Республики Тыва».

## Переводы
Из китайской поэзии: Ду Фу; из русской поэзии: С.Есенин, из монгольской поэзии: Чинагийн Галсан Бямбын Ринчэн.

## Награды
Ордена и медали:
- Орден Дружбы (4 августа 2005 года) — за заслуги в области культуры и искусства, многолетнюю плодотворную деятельность[2];
- Орден Республики Тыва (31 октября 2014 года) — за вклад в развитие тувинской литературы и многолетнюю плодотворную творческую деятельность[3][4];
- Медаль «100-летие М.А. Шолохова» (2005 год)[5];
- Медаль «За доблестный труд» Тувинской Республики (1994 год)[6];
- Медаль «100-летие единения России и Тувы» (2014 год).

Почётные звания:
- Почётное звание «Народный писатель Республики Тыва» (2007 год)[7].

Премии:
- Лауреат премии комсомола Ровненской области Украинской ССР (1982 год);
- Лауреат Государственной премии Тувы (1991 год);
- Лауреат Государственной премии имени народного писателя Тувинской АССР Степана Сарыг-оола (2004 год).